# Cerynea thermesialis
Cerynea thermesialis là một loài bướm đêm trong họ Erebidae.